# Inovator
Inovator je posebno nadarena osoba koja primjenom inventivnog pristupa rješavanju problema stvara inovaciju u širem smislu riječi u bilo kom području: stvaranja, poslovanja, proizvodnje proizvoda ili usluga, potrošnje dobara ili resursa, očuvanja okoliša (ekologije), edukacije i dr. odnosno u bilo kom segmentu konstruktivnog ljudskog djelovanja. 
Računa se da u populaciji razvijenijih zemalja ima svega nekoliko promila kvalitetnih, što potencijalnih, što aktivnih inovatora, pa stoga razvijeni svijet posebno cijeni inovatore i inovacije, kao resurs koji je neophodan za konkurentnost nacionalnog gospodarstva. 

### Inovacije
Inovacije su apsolutno (u svjetskim razmjerima) ili relativno (u nekoj konkretnoj sredini - npr. primjenom tuđih iskustava) novi načini rješavanja najrazličitijih vrsta zadataka kojima je cilj jačanje konkurentnosti korisnika inovacije (detaljnije).

#### Tehnološke inovacije
Poseban oblik inovacija su tehnološke inovacije, koje rješavaju tehnnički ili tehnološki problem u području proizvodnje ili obrade, kontrole, smanjenja ili iskorištenja otpada, pretovara i transporta, informatike i komunikacije itd.

##### Izumi
Poseban oblik tehnoloških inovacije su patentibilne inovacije koje zovemo izumom, tj. apsolutno (u svjetskim razmjerima) nova rješenja tehničkih problema, koja su industrijski primjenjiva i imaju inventivnu razinu (tj. ne proizlaze očigledno iz poznatog stanja tehnike). One vlasniku osiguravaju monopol na geografskom području na kome je ishođena službena registracija izuma, tj. tzv. zaštita patentom.

### Izumitelj
Izumitelji su inovatori koji stvaraju patentibilne inovacije, tj. izume. 

## Kategorije inovatora
Inovatore možemo podijeliti na profesionalne inovatore, kojima je između ostaloga i inoviranje dio redovnog posla, i amatere, koji inoviraju zbog zadovoljstva stvaranja ili u želji plasiranja inovacije zbog zarade.
Autorska i vlasnička prava nad intelektualnim vlasništvom, u koje spadaju i inovacije, regulirana su zakonom, a kod profesionalnih inovatora i internim pravilima njihovih poslodavaca.
Inovatori - amateri, ili individualni inovatori mogu, ali ne moraju biti stručno kvalificirani za potpuno definiranje inovacije na način dostatan za ustupanje licence, ili još naprednijeg oblika proizvodno-tehnoloških znanja (Know-how - znati kako). Najbitniji element inovacije je inventivna ideja, koju detaljnije može razraditi stručni tim ili stručna osoba, koja time može postati koautor inovacije, ako ta razrada uključuje inventivnu razinu. Stoga se patentom i štiti samo koncepcijsko rješenje problema, dok je daljnja razrada predmet licence ili Know-how-a.
Konačno, dijelu inventivne populacije nedostaju i elementarna tehnička ili druga znanja, pa njihov trud i upornost rezultira nebuloznim ili tehnički pogrešnim rješenjima, što često predstavlja izvjestan teret u sveukupnom obuhvatu inventivne djelatnosti. Zbog značaja inventivnog potencijala treba međutim nastojati na tehnološkom opismenjavanju takvih inovatora i njihovom usmjeravanju na radove koji su primjereni njihovom nivou znanja. 

## Organiziranost inovatora
Pokazuje se stoga potreba, da se prikupljanju i oplemenjivanju inventivnih ideja (posebno idividualnih inovatora) raznih nivoa i kvalitete, pružanju stručne potpore u razvoju inovacija, te selektiranju, promociji i plasmanu perspektivnih rješenja pristupi organizirano, u specijaliziranim institucijama (tehnološkim parkovima, tehnološko-inovacijskim centrima i sl.) ili udrugama, u pravilu u sklopu organizacija tehničke kulture.
Dio inovatora, okuplja se tako u klubovima ili udrugama inovatora ili izumitelja, tamo gdje šira zajednica materijalno podupire inventivnost, te potiče i financira njihovo osnivanje i djelovanje. Osobit je interes zajednice da inovatorski pokret širi u redovima mladeži, jer time stvara pretpostavke za jačanje tehnološke pismenosti i konkurentnosti nacionalnog gospodarstva. Rasadnikom budućih inovatora, pa i buduće tehničke - ili još šire - gospodarski usmjerene inteligencije općenito, mogu se smatrati i druge sekcije organizacije tehničke kulture, poput klubova, udruga i sekcija robotike, računarstva, elektronike itd, itd, pri školama ili pri organizacijama tehničke kulture.
U Hrvatskoj je krovna organizacija kojoj pripadaju inovatori Hrvatska zajednica tehničke kulture, unutar koje udruge i lokalne Saveze objedinjuje Udruga inovatora Hrvatske. Hrvatska zajednica tehničke kulture, pod patronatom je Ministarstva znanosti, obrazovanja i športa, a usko surađuje s Ministarstvom gospodarstva, rada i poduzetništva, Državnim zavodom za intelektualno vlasništvo i drugim institucijama od značaja za djelatnost.
Napredne zemlje nastoje na promicanju inovatorstva i inventivnosti i u visokom školstvu, očekujući generiranje inovatora visoke stručnosti iz redova studentske mladeži, a uspješne tvrtke i poduzetnici u pravilu svoj uspjeh i temelje upravo na trajnom traganju za inovacijama i na njihovoj komercijalizaciji. Pa i u Hrvatskoj postoje svijetli primjeri poduzetničkih tvrtki koje svoj uspjeh i proboj na međunarodno tržište zahvaljuju inovacijama koje su komercijalizirale, iako nisu u tolikom broju koliko bismo željeli. Viši status inventivnosti u sustavu vrijednosti, važna je karika ne samo tehnološkog, nego i poslovnog odrastanja nacije.

## Vanjske poveznice
- Ministarstvo znanosti, obrazovanja i športa
- Ministarstvo gospodarstva, rada i poduzetništva
- Državni zavod za intelektualno vlasništvo
- Hrvatska zajednica tehničke kulture
- Udruga inovatora Hrvatske[neaktivna poveznica]
- Tko su inovatori ? - iPC Rijeka  Arhivirana inačica izvorne stranice od 12. listopada 2008. (Wayback Machine)
- Što su inovacije ? - iPC Rijeka  Arhivirana inačica izvorne stranice od 12. listopada 2008. (Wayback Machine)